# Spookstations van de Parijse metro
De Metro van Parijs heeft een aantal spookstations, stations die niet meer toegankelijk zijn voor het publiek en die niet meer worden gebruikt.
Het grootste deel van deze stations is in onbruik geraakt bij het begin van de Tweede Wereldoorlog, en enkele zijn nadien nooit meer opnieuw geopend. Andere stations zijn daarentegen wel opnieuw in gebruik genomen, of zijn tijdens de verdere ontwikkeling van de Parijse metro veranderd of verdwenen. Twee stations zijn wel gebouwd maar zijn nooit in gebruik genomen, en ze hebben bovendien geen bovengrondse toegangen. Drie andere stations zijn ontworpen, maar zijn nooit gebouwd.

## Nooit geopend

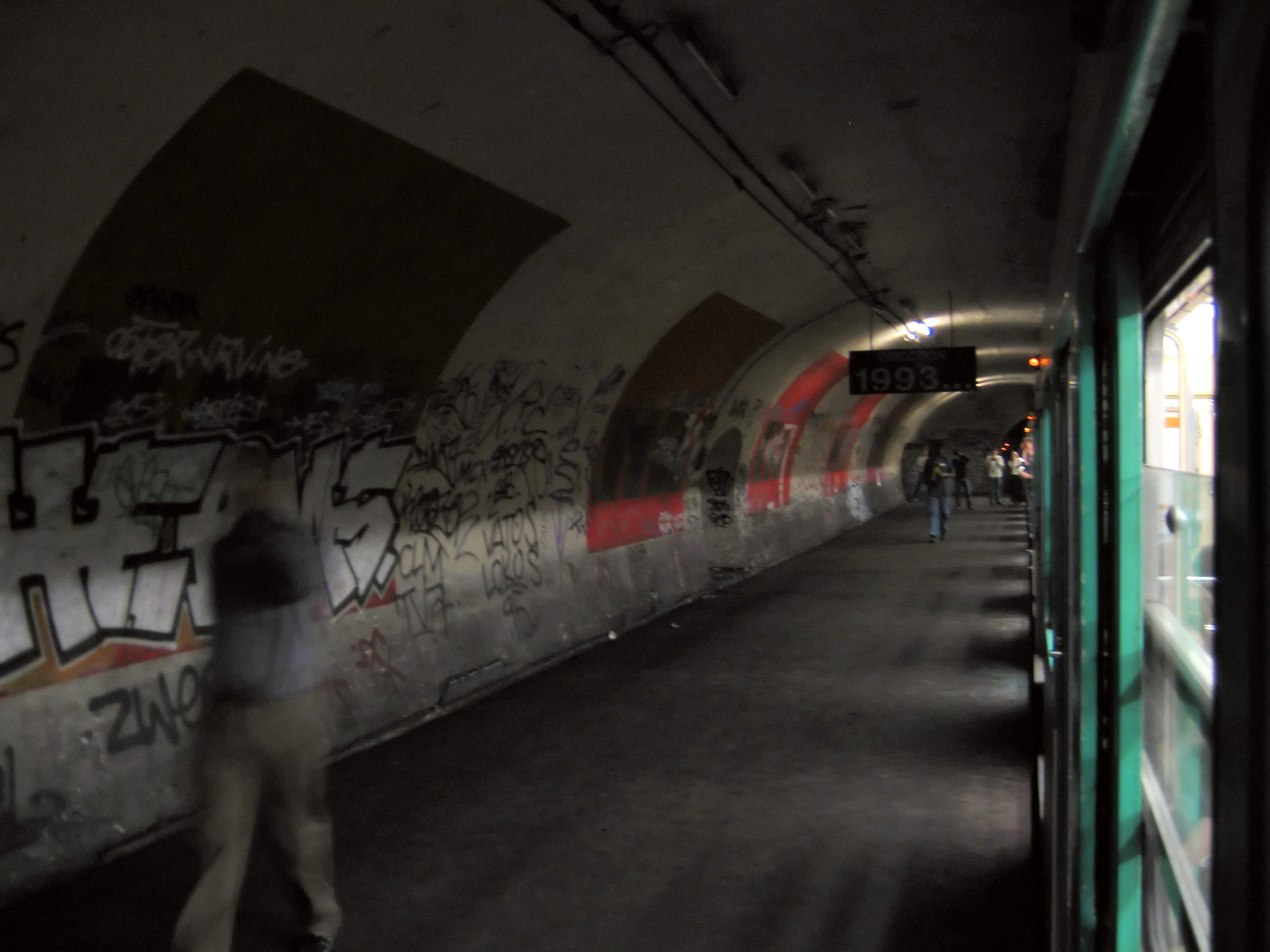
Het station Haxo heeft geen enkele uitgang.

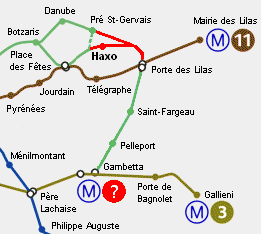
De pendellijn heeft nooit een tijdelijk nummer gekregen.

Twee stations van de Parijse metro zijn gebouwd maar hebben nooit reizigers ontvangen: Porte Molitor/Murat en Haxo. Er is geen bovengrondse toegang tot deze stations. Ze kunnen uitsluitend bezocht worden tijdens de spaarzame speciale ritten die plaatsvinden op de speciaal aangelegde lijnen langs deze stations.
Porte Molitor is gebouwd op een aansluiting tussen lijn 9 en lijn 10 en was oorspronkelijk bedoeld om dienst te doen tijdens voetbalwedstrijden in de avonduren in het nabijgelegen stadion Parc des Princes. Het bleek echter te ingewikkeld om deze lijn in dienst te stellen en het project werd dan ook stilgelegd. De toegangen tot het station zijn nooit gebouwd. De sporen die zijn aangelegd dienen nu als stelplaats voor de metrostellen.
Een enkel spoor met de naam voie des Fêtes verbindt de stations Place des Fêtes en Porte des Lilas met een tussenstation: Haxo. Oorspronkelijk was het de bedoeling dat dit spoor de lijnen 3 en 7 met elkaar zou verbinden, maar uiteindelijk werd besloten niet meer dan een pendeldienst in te leggen tussen de stations van de twee lijnen. De lijn had echter geen succes en werd in 1939 gesloten. Het station Haxo is nooit door passagiers gebruikt en er zijn geen bovengrondse ingangen aangelegd.

## Stations die later opnieuw geopend zijn

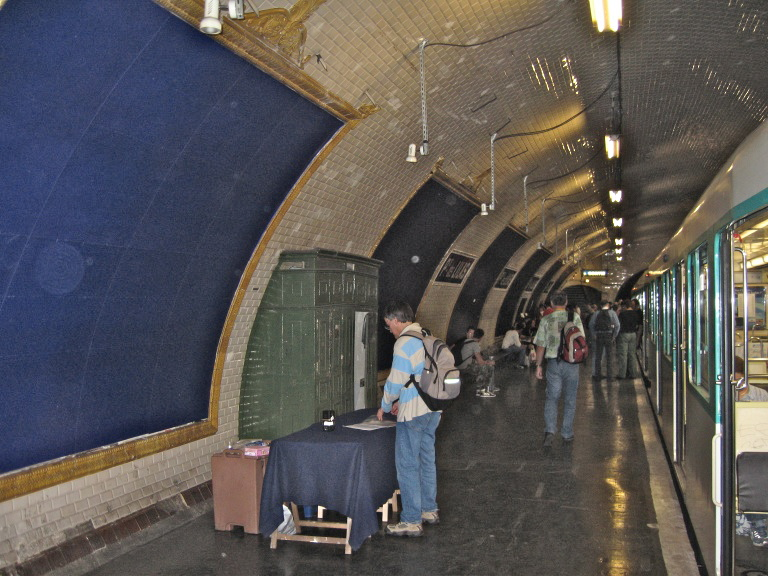
Porte des Lilas - Cinéma wordt gebruikt voor filmopnames.

Aan het begin van de Tweede Wereldoorlog lanceerde de Franse overheid een mobiliteitsplan dat een beperktere dienstverlening van de Parijse metro inhield. Slechts 85 stations bleven open voor gebruik. Het grootste deel werd opnieuw geopend in de daaropvolgende jaren, maar enkele stations bleven langer gesloten omdat ze niet rendabel bleken. Het station Saint-Martin werd opnieuw geopend na de bevrijding. Het station ligt op de Grands Boulevards, en was drukbezocht. Later werd het station echter opnieuw gesloten omdat het te dicht bij station Strasbourg - Saint-Denis was gelegen.
Varenne (lijn 14, de huidige lijn 13) werd opnieuw geopend op 24 december 1962. Daarna volgde het station Bel-Air (lijn 6) op 7 januari 1963. Rennes (lijn 12) en Liège (lijn 13) gingen op respectievelijk 20 mei 1968 en 16 september 1968 opnieuw open, nadat ze bijna 30 jaar gesloten waren gebleven. De heropening van deze stations ging echter wel gepaard met een beperkte dienstverlening: de twee laatstgenoemde stations sloten na 20.00 uur alsook op zon- en feestdagen. De normale, algemene dienstverlening werd voor deze stations opnieuw ingevoerd op 6 september 2004 (Rennes) en 4 december 2006 (Liège).
Cluny (lijn 10) bleef bijna een halve eeuw gesloten. Naar aanleiding van de bouw van het station Saint-Michel - Notre Dame van RER-lijn B werd het station opnieuw geopend. Zo werd een aansluiting met lijn 10 gerealiseerd. De heropening vond plaats op 17 februari 1988.

## Gesloten stations

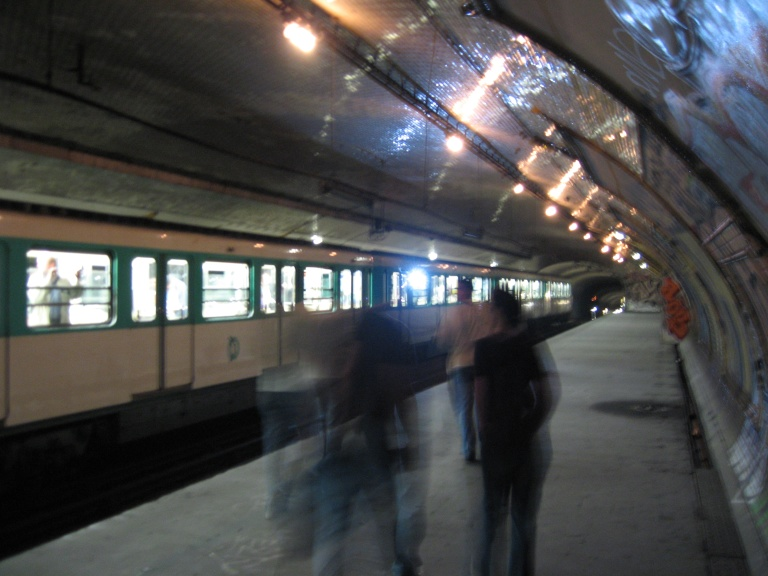
Het station Croix-Rouge was de oude terminus van lijn 10, maar is gesloten sinds 1939.

Drie stations zijn desondanks nooit meer heropend na 1939: Arsenal (lijn 5), Champ-de-Mars (lijn 8) en Croix-Rouge (lijn 10).
Twee andere stations zijn wel geopend maar beschikken alleen over doodlopende perrons. Ze zijn dus ontoegankelijk voor het publiek. Het gaat om Porte des Lilas - Cinéma (lijn 3 bis) en een van de ingangen naar het station Invalides (een van de perrons van lijn 8 is daar gesloten wegens aanpassingswerken).

## Geïntegreerde stations
Na de verlenging van lijn 3 tot stations Gallieni werd het station Martin Nadaud samengevoegd met het station Gambetta richting Pont de Levallois.

## Stations met een nieuwe bestemming
- Het station Gare du Nord USFRT was tot 1942 het eindstation van lijn 5. Na de verlenging van deze lijn richting Pantin werd het een spookstation. Sindsdien is het station enkel nog bedoeld voor de opleiding van nieuwe bestuurders bij de RATP.
- Het oude eindstation van lijn 3 naar Villiers werd eveneens omgevormd tot vormingscentrum van de RATP.

## Verplaatste stations
Drie stations zijn sinds de aanleg van de lijnen verplaatst:
- Porte de Versailles: het oude eindstation van de oude lijn A (de huidige lijn 12).
- Victor Hugo: dit station werd een honderdtal meter oostwaarts verplaatst. Dit was noodzakelijk omdat de perrons van het station op lijn 2 te kort waren voor de nieuwere, langere treinstellen.
- Les Halles: dit station werd opnieuw aangelegd in 1977. Het werd enkele tientallen meters oostwaarts verplaatst om een betere aansluiting te creëren met het net aangelegde RER-station. Er is geen enkel spoor meer zichtbaar van het oude station.

## Afgesloten stations
Drie andere stations waren voorzien bij de aanbouw van de wijk La Défense en de luchthaven van Orly. Deze stations zijn echter nooit in gebruik genomen. Twee stations zijn gesitueerd onder La Défense, en één onder de luchthaven van Orly. Alle drie de stations zijn slechts in ruwbouw opgetrokken.
Toen lijn 1 in 1937 doorgetrokken werd tot Pont de Neuilly, was de verdere verlenging richting La Défense al voorzien. Bij de aanleg van veel ondergrondse parkings en een onderdoorgang voor voetgangers in de jaren 1960 en 1970, werden twee ondergrondse kokers gegraven die later elk een metrostation zouden moeten onderbrengen. Het gaat om de stations La Défense - Michelet en Élysées - La Défense.
Toen begin jaren '90 de verlenging van lijn 1 eindelijk gerealiseerd werd, bleek de constructie van een tunnel onder de Seine te ingewikkeld en te duur. Daarom werd gekozen voor een traject over de pont de Neuilly in plaats van via een tunnel. De reeds in ruwbouw aangelegde stations konden dan ook niet meer dienen voor de verlenging van deze lijn (ook al omdat de stations op een diepte van maar liefst 30 meter liggen).
Orly-Sud werd gebouwd ten tijde van de bouw van de luchthaven. Het was oorspronkelijk de bedoeling dat lijn 7 tot dit station zou worden verlengd, maar tot op heden zijn die plannen nooit gerealiseerd. In 1991 werd gekozen voor de aanleg van de automatische metro Orlyval. Deze rijdt over een viaduct in plaats van in een tunnel, en verbindt de luchthaven met het RER-station Antony. Het metrostation werd omgebouwd tot magazijnen en het verwarmingsnetwerk van de luchthaven werd !n de ruimtes ondergebracht. In juni 2024 werd het metrostation Aéroport d'Orly geopend aan de terminals, dat bediend wordt door lijn 14 en in de toekomst ook bediend zal worden door lijn 18.